# Třídní sraz
Třídní sraz (anglicky 10 Years) je americká romantická komedie z roku 2011, kterou napsal a režíroval Jamie Linden ve svém režijním debutu. Ve filmu hrají Channing Tatum, Jenna Dewanová, Justin Long, Kate Mara, Rosario Dawsonová, Oscar Isaac, Lynn Collins, Chris Pratt, Scott Porter, Brian Geraghty, Aubrey Plaza a Anthony Mackie. Premiéru měla 14. září 2012 ve vybraných kinech.

## Externí dokazy
- Třídní sraz v Internet Movie Database (anglicky)
- Třídní sraz v Česko-Slovenské filmové databázi